# Tijuanakartel
Het Tijuanakartel (Spaans: Cártel de Tijuana) is een drugskartel uit Tijuana, een stad in Baja California, aan de grens tussen Mexico en de Verenigde Staten.
Het Tijuanakartel staat ook wel bekend als de Arellano Félix-organisatie (AFO), genoemd naar Ramón Arellano Félix, het vermoedelijke hoofd van de organisatie voordat deze in 2002 bij een vuurgevecht om het leven kwam. De belangrijkste concurrenten van het Tijuanakartel zijn het Juárezkartel uit Ciudad Juárez, het Sinaloakartel uit Mazatlán en het Golfkartel uit Matamoros. Waarschijnlijk is het kartel oorspronkelijk afkomstig uit Arellano's thuisstaat Sinaloa. Het kartel is hoogstwaarschijnlijk in hoge mate geïnfiltreerd in de Mexicaanse politiek en politie, en mogelijk ook in de Amerikaanse.
Beruchte misdaden waarvoor het Tijuanakartel verantwoordelijk wordt gehouden zijn de moord op kardinaal Juan Jesús Posadas Ocampo in 1993, de moord op presidentskandidaat Luis Donaldo Colosio in 1994, een bomaanslag op het Camino Real Hotel in Guadalajara in hetzelfde jaar, de moord op drie politie-officieren in Mexico-Stad in 1996 en de moordpartij op 12 leden van een familie in Mazatlán in 1997.
Voorheen werd het Tijuanakartel als machtigste kartel in Mexico beschouwd, maar volgens waarnemers is die positie inmiddels overgenomen door het Sinaloakartel.
La Familia Michoacana · Golfkartel · Jaliscokartel-Nieuwe Generatie · Juárezkartel · La Línea · Los Negros · Sinaloakartel · Caballeros Templarios · Tijuanakartel · Los Zetas · Zuid-Pacifisch Kartel · Guadalajarakartel